# Bad Reputation (album)
Bad Reputation is het achtste studioalbum van Thin Lizzy. Dit was het laatste Studioalbum waar Brian Robertson aan mee heeft gewerkt, hij heeft daarentegen ook maar aan twee nummers op dit album mee gewerkt.

## Tracklist

### A-kant
1. "Soldier of Fortune" - 5:18
2. "Bad Reputation" - 3:09
3. "Opium Trail" - 3:58
4. "Southbound" - 4:27

### B-kant
1. "Dancing in the Moonlight" - 3:26
2. "Killer Without a Cause" - 3:33
3. "Downtown Sundown" - 4:08
4. "That Woman's Gonna Break Your Heart" - 3:25
5. "Dear Lord" - 4:26